# Batles generals al Regne de València
El Batles generals eren uns càrrecs al Regne de València, que estaven encarregats d'administrar el patrimoni del rei. Hi havia dues batlies, una per cada governació: la de València i la d'Oriola.

## Els batles general al Regne de València
El batle general tenia a càrrec seu l'administració del patrimoni reial —dels béns, drets, rendes i regalies de domini i titularitat real: duanes, peatges, gabella de la sal, etc.— i d'ell depenien els batles locals. Entre les responsabilitats del batle general hi havia la de jutjar les actuacions contra el patrimoni privatiu dels reis o les seves disposicions, jutjar causes entre moros i entre jueus, etc. Hi havia dues batlies, una per cada governació: la de València i la d'Oriola.
La figura del batle general de València ja apareix en el Costum de València de 1239 i les seves funcions aniran creixent a mesura que vagen apareixent els batles locals en la resta de les localitats sota jurisdicció directa del rei i que estan sota la seua autoritat. Així es converteix en l'home de la monarquia que coordina el regne i la seva jurisdicció era tan àmplia com els interessos de la monarquia en el regne. "Reunia a les seues mans la jurisdicció civil i criminal sobre mudèjars i jueus de la vila reial; atorgava llicències d'exportació de productes o per a la pràctica del cors; controlava la gestió de tots els oficis del regne; era el receptor i fiscalitzador dels ingressos regis; etc.".
A més, tenia assignat pel rei el coneixement de les causes de la Casa de la Moneda de València (responsable de l'emissió de la moneda del Regne el Real de València), coneguda amb el nom de "la Seca", i tenia jurisdicció privativa sobre els oficials d'aquesta. Des de 1474 havia de conèixer els plets relacionats amb activitats marítimes, i des de 1606 havia de ser informat dels plets dels oficials de correus.
La figura del batle general d'Oriola tenia el precedent en el batle general del Regne de Múrcia, que en establir-se la partició del regne pel riu Segura en 1304, per incorporar-se la zona nord al Regne de València, aquesta va ser traslladada a Oriola.
Aquests càrrecs, com la resta d'institucions del Regne de València, van ser abolit pel Decret de Nova Planta promulgat per Felip V el 1707.